# Rojo intenso
Rojo intenso es una película chilena-española dirigida por Javier Elorrieta.

## Argumento
Javier (Javier Martín) es un español residente en Chile que viaja a Oliva junto a su mujer, Laura (María Elena Swett), y su hijo, Juan (Salvador Sacur). Se alojan en un camping y allí conocen a Ignacio (Fabián Mazzei), con quien hacen buenas amistades. Hasta que un día la relación es violentamente interrumpida.

## Elenco
- Javier Martín como Javier.
- María Elena Swett como Laura.
- Fabián Mazzei como Ignacio.
- Paula Echevarría como Ana.
- Bárbara Elorrieta como Luna.
- Salvador Sacur como Juan.
- María Eugenia Larraín como ella misma.